# Galaxy-Airlines-Flug 203
Der Galaxy-Airlines-Flug 203 war ein Charterflug der Fluggesellschaft Galaxy Airlines, der am 21. Januar 1985 vom Reno-Cannon International Airport zum Minneapolis-Saint Paul International Airport führen sollte. Die Passagiermaschine des Typs Lockheed L-188 Electra stürzte dabei kurz nach dem Start ab, wobei 70 Menschen getötet wurden. Einziger Überlebender war der Passagier George Lamson Jr.

## Maschine
Bei der verunglückten Maschine handelte es sich um eine Lockheed L-188A Electra mit der Werknummer 1121, die zunächst als Variante L-188C Electra gebaut, mit dem Luftfahrzeugkennzeichen N6130A auf den Hersteller zugelassen wurde und am 2. Februar 1960 ihren Erstflug absolvierte. Die Maschine wurde dann am 17. Februar 1960 an die American Airlines ausgeliefert, bei der sie mit dem Taufnamen Flagship San Francisco in Betrieb ging. Die Maschine wurde bis April 1969 betrieben. Von Mai 1972 bis Oktober 1975 betrieb die McCulloch International Airlines die Electra, von Oktober 1975 bis Februar 1979 die Pacific Southwest Airlines, die der Maschine die Flottennummer 1129 erteilte. Die Maschine wurde anschließend durch die Evergreen International Airlines übernommen, zur L-188A umgebaut und im September 1979 mit dem neuen Kennzeichen N5532 wiederzugelassen. Im Jahr 1983 war die Maschine an die VIP Executive Tours (CCI Charter Airlines) verleast, sie wurde im April 1983 mit einer Bemalung dieser Fluggesellschaft auf dem Leitwerk bei einer Grundbemalung für die Galaxy Airlines gesichtet. Offiziell an die Galaxy Airlines verleast war die Maschine ab August 1983. Das viermotorige Mittelstreckenflugzeug war mit vier Turboproptriebwerken des Typs Allison 501-D13 ausgestattet. Bis zum Zeitpunkt des Unfalls hatte die Maschine 34.148 Betriebsstunden absolviert, auf die 33.285 Starts und Landungen entfielen.

## Besatzung
Es befand sich eine sechsköpfige Besatzung an Bord der Maschine, die sich ihrerseits in eine dreiköpfige Cockpitbesatzung und eine dreiköpfige Kabinenbesatzung unterteilte.

### Cockpitbesatzung
Die dreiköpfige Cockpitbesatzung bestand aus einem Flugkapitän, einem Ersten Offizier und einem Flugingenieur:
- Flugkapitän war der 49-jährige Allen D. Heasley (* 11. Januar 1936), der im August 1983 durch die Galaxy Airlines eingestellt wurde, nachdem er seit August 1981 bei dessen Vorgängerunternehmen Consolidated Components in einem Teilzeit-Arbeitsverhältnis beschäftigt gewesen war. Er verfügte über Musterberechtigungen für die Flugzeugtypen Lockheed L-188 Electra, Douglas DC-3, Learjet (alle Typen) und Rockwell Sabreliner. Heasley verfügte über 14.500 Stunden Flugerfahrung, von denen er 5.600 Stunden mit der Lockheed L-188 Electra absolviert hatte.
- Erster Offizier war der 27-jährige Kevin Charles Fieldsa (* 14. Mai 1957), welcher am 1. Juni 1984 durch die Galaxy Airlines eingestellt wurde. Am 30. September 1984 wurde er in den Rang des Ersten Offiziers der Lockheed L-188 Electra befördert. Fieldsa verfügte über ungefähr 5.000 Stunden Flugerfahrung, von denen er 172 Stunden mit der Lockheed L-188 Electra absolviert hatte.
- Flugingenieur war der 23-jährige Mark Charles Freels (* 12. April 1961). Er war zum Flugingenieur als auch zum Flugmechaniker zertifiziert, Ersteres seit dem 27. Juli 1984 und Letzteres seit dem 30. September 1983. Freels verfügte über 262,3 Stunden Flugerfahrung, wovon er alle in der Lockheed L-188 Electra absolviert hatte.

### Kabinenbesatzung
Zur Kabinenbesatzung gehörten drei Flugbegleiterinnen:

- Die 23-jährige Flugbegleiterin Heather Coston (* 14. Mai 1961 in West Palm Beach, Florida) gehörte seit dem 19. September 1983 der Galaxy Airlines an.
- Die 25-jährige Flugbegleiterin Donna Marie Cutillo (* 20. April 1959 in Brooklyn, New York) hatte ihr Arbeitsverhältnis mit der Galaxy Airlines am 24. Februar 1984 begonnen.
- Die 27-jährige Flugbegleiterin Basilia „Sheila“ Morales (* 1957) unterschrieb ihren Arbeitsvertrag mit der Galaxy Airlines am 22. Dezember 1984.

## Passagiere und Flugplan

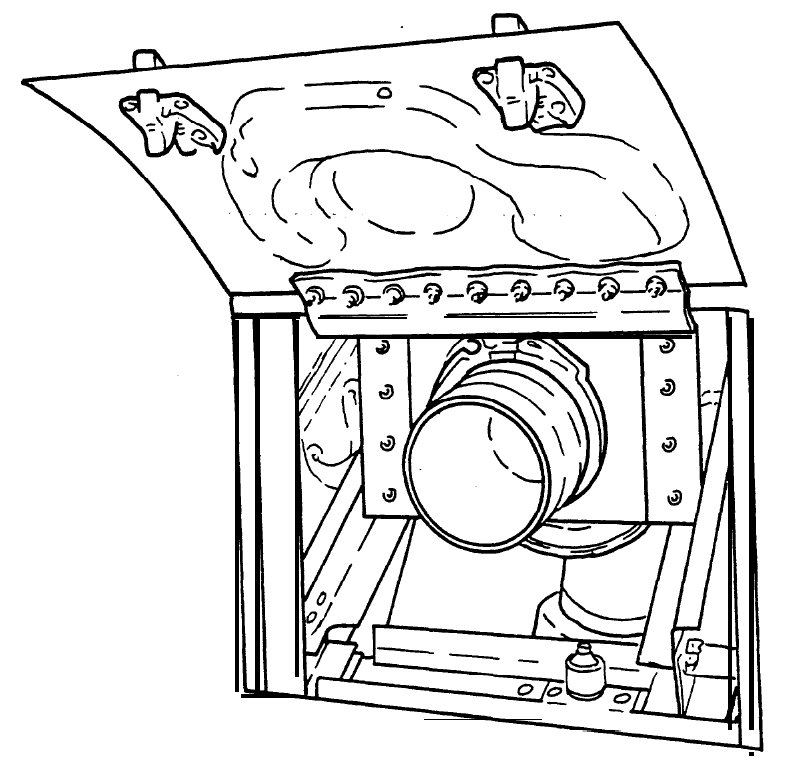
Eine Skizze der Klappe für das Bodenstartgerät

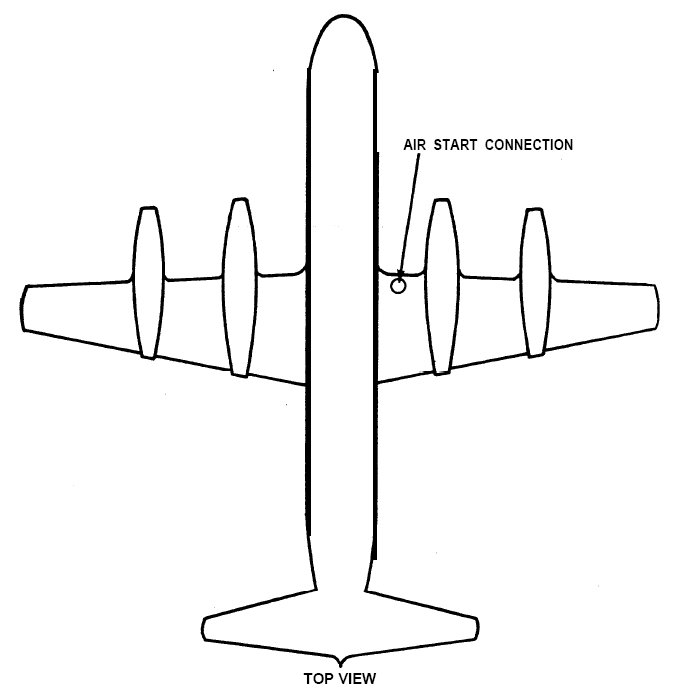
Die Position der Klappe an der Maschine

Der Charterflug von Reno nach Minneapolis diente der Rückbeförderung von Zuschauern, die aus dem Mittleren Westen der USA zum Finale der 19. Saison des Super Bowl am 20. Januar 1985 auf dem Campus der Stanford University in Stanford, Kalifornien angereist waren. Das Finalspiel, bei dem die Siegermannschaft der Saison 1984 bestimmt werden sollte, wurde zwischen den San Francisco 49ers und den Miami Dolphins ausgetragen. Die Reisenden hatten den Hinweg von Reno nach Stanford ebenso wie die Strecke auf dem Rückweg mit dem Bus zurückgelegt. Den Flug hatten 65 Passagiere angetreten.
Mit der Maschinen sollten an diesem Tag mehrere Charterflüge geflogen werden, zunächst von Seattle  nach Oakland (Flug 201), anschließend von Oakland nach Reno (Flug 202), von Reno nach Minneapolis (Flug 203) und schließlich zurück nach Seattle (Flug 204).

## Flugverlauf
Die geplante Abflugzeit für Flug 201 war 15:30 Uhr, der Flug verspätete sich jedoch und die Maschine flog erst um 20:19 Uhr in Seattle ab. In Oakland kam sie um 22:25 Uhr an. 65 Passagiere bestiegen die Maschine für den Flug nach Reno. Nach der Bodenwartung signalisierte der Bodenabfertigungsleiter der Besatzung, dass diese die Triebwerke starten könne. Nachdem die Motoren eins und vier gestartet worden waren, bemerkte er jedoch, dass der andere Bodenabfertiger den Luftstartschlauch, der vom Versorgungsfahrzeug zur Luftstart-Zugangsklappe des Flugzeugs gespannt war, welche sich an der Unterseite der rechten Tragflächenvorderkante in der Nähe der Tragflächenwurzel befand, nicht trennen konnte. Der Betriebsleiter gab der Besatzung der Maschine daraufhin die Anweisung, stehen zu bleiben, ging zum Luftanschluss und trennte den Schlauch. Keines der diensthabenden Mitglieder der Bodencrew konnte sich später daran erinnern, dass in diesem Zuge die Zugangsklappe für den Anschluss geschlossen worden wäre.

## Unfallhergang
Die Maschine hatte eine Freigabe zum Start von der Start- und Landebahn 16R erhalten. Der Start wurde um 01:04 Uhr Ortszeit durchgeführt. Nachdem die Maschine vom Reno Airport gestartet war, nahmen die Piloten plötzlich eine Vibration wahr. Sie baten die Flugsicherung um die Freigabe, eine Linkskurve für einen Gegenwindanflug zurück zum Flughafen fliegen zu dürfen. Kurze Zeit später stürzte die Maschine etwa 2,4 Kilometer vor dem Ende der Landebahn ab und ging in Flammen auf. Die Trümmer wurden über den US Highway 395 und die South Virginia Street verstreut. Ein Geschäft und mehrere Fahrzeuge am Boden wurden beschädigt. Von den 71 Personen an Bord überlebten zunächst drei. Einer der Überlebenden starb am 29. Januar, ein weiterer am 4. Februar. Der einzige Überlebende war der 17-jährige Jugendliche George Lamson Jr., der aus dem Flugzeug geschleudert worden war und aufrecht und bei Bewusstsein in seinem Sitz sitzend in der South Virginia Street landete.

## Nach dem Unfall
Aufgrund der großen Anzahl von Opfern wurden die Leichen in das Reno Livestock Events Center gebracht, und vier örtliche Medizinstudenten unterstützten den örtlichen Gerichtsmediziner bei der Durchführung von Autopsien.

## Ursache
Die Unfalluntersuchung ergab, dass Kapitän Heasley die Vibrationen fälschlicherweise auf die Triebwerke zurückführte und daher die Triebwerksleistung verringerte. Dies führte letztlich zum Strömungsabriss. Die Piloten bemerkten den überzogenen Zustand der Maschine nicht, da das Stall Buffeting, eine Vibration des Flugzeugs bei einem drohenden Strömungsabriss durch das Auftreffen verwirbelter Luft auf das Höhenleitwerk, seinerseits durch die Vibrationen der Wartungsklappe kaschiert wurde.